# شیدی هالو (تگزاس)
شیدی هالو (به انگلیسی: Shady Hollow) یک منطقهٔ مسکونی در ایالات متحده آمریکا است که در شهرستان تراویس، تگزاس واقع شده‌است. شیدی هالو ۵٫۴ کیلومتر مربع مساحت و ۵٬۰۰۴ نفر جمعیت دارد و ۲۲۹ متر بالاتر از سطح دریا واقع شده‌است.